# Reino de Lituania (1918)
El Reino de Lituania fue una monarquía constitucional de corta vida creada hacia finales de la I Guerra Mundial cuando Lituania se encontraba bajo ocupación del Imperio alemán. El Consejo de Lituania declaró la independencia de Lituania el 16 de febrero de 1918, pero el Consejo fue incapaz de formar un gobierno, policía, u otras instituciones del Estado debido a la continuada presencia de tropas germanas. Los alemanes presentaron varias propuestas para incorporar a Lituania al Imperio alemán, particularmente Prusia. Los lituanos se resistieron a esta idea y esperaban mantener su independencia con la creación de una monarquía constitucional separada. El 4 de junio de 1918, votaron ofrecer el trono lituano al noble alemán Guillermo, 2º Duque de Urach. El Duque Guillermo aceptó la oferta en julio de 1918 y tomó el nombre de Mindaugas II. Sin embargo, nunca llegó a visitar Lituania. Su elección suscitó controversia, dividió al Consejo, y no logró los resultados deseados. Debido a que Alemania perdió la guerra y estaba envuelta en la Revolución de noviembre, Lituania suspendió su decisión de invitar al Duque Guillermo el 2 de noviembre de 1918, poniendo así fin a su breve reinado.

## Antecedentes
Después de la última Partición de la Mancomunidad Polaca-Lituana en 1795, Lituania fue anexionada al Imperio ruso. En 1915, durante la I Guerra Mundial, Alemania ocupó partes occidentales del Imperio ruso, incluyendo a Lituania. Después de la Revolución rusa de 1917, Alemania concibió la estrategia geopolítica de Mitteleuropa, una red regional de estados satélites que serviría como zona tampón. Los alemanes permitieron la organización de la Conferencia de Vilna, con la esperanza de que esta declararía el deseo de Lituania de separarse de Rusia y establecer un "más estrecha relación" con Alemania.
En septiembre de 1917, la Conferencia eligió un Consejo de Lituania de 20 miembros y la facultó a abrir negociaciones sobre la independencia lituana con los alemanes. Los alemanes estaban preparando las próximas negociaciones por el Tratado de Brest-Litovsk y pretendían una declaración de los lituanos donde se afirmara una "firme y permanente alianza" con Alemania. Dicha declaración fue adoptada por el Consejo de Lituania el 11 de diciembre de 1917. No obstante, estas concesiones dividieron al Consejo y todavía no alcanzaron a ganarse el reconocimiento de Alemania. 
Por consiguiente, el consejo adoptó el Acta de Independencia de Lituania el 16 de febrero de 1918. El Acta omitía cualquier mención de alianza con Alemania y declaraba la "terminación de todos los lazos de estado que anteriormente ligaban este Estado con otras naciones". El 3 de marzo de 1918, Alemania y la Rusia bolchevique firmaron el Tratado de Brest-Litovsk, en el que se declaraba que las naciones bálticas se encontraban en la zona de interés alemana y que Rusia renunciaba a cualquier reclamación sobre ellas. El 23 de marzo, Alemania formalmente reconoció la independencia de Lituania sobre la base de la declaración del 11 de diciembre. Sin embargo, el país todavía estaba ocupado por tropas germanas, el Consejo todavía no tenía ningún poder real y era tratado solo como un consejo consultivo por los alemanes.

## Elección

### Candidatos

El Duque Guillermo de Urach con su familia. Guillermo se convirtió en Mindaugas II, nombre en referencia al antiguo rey Mindaugas.

El mando militar del Ober Ost (Este europeo) pidió a Guillermo II, emperador de Alemania y rey de Prusia, "tomar la corona del Gran Ducado para sí mismo". Esto crearía una unión personal entre Lituania y Prusia. Una propuesta alternativa pedía para la elección al menor de los hijos de Guillermo, el príncipe Joaquín de Prusia. Estos planes de expansión de la ya dominante Prusia protestante se encontraron con la oposición de los católicos reino de Sajonia y reino de Baviera. Sajonia promovió a Federico Cristián, segundo hijo de Federico Augusto III de Sajonia. Esta propuesta rememoraba los lazos históricos entre Sajonia y Lituania: la Casa de Wettin había producido tres gobernantes de la Mancomunidad Polaca-Lituana entre 1697 y 1763. Se consideraron también un número de otros candidatos. La amenaza se convirtió en más acuciante después de un encuentro de oficiales alemanes el 19 de mayo, donde se discutieron las convenciones de gobierno de la "firme y permanente alianza" que dejaban muy poco margen de autonomía para los lituanos.
Se avanzó la idea de crear una monarquía constitucional e invitar a un candidato que luchara por conservar la independencia lituana. El Presidium del Consejo de Lituania votó confidencialmente el 4 de junio de 1918 establecer una monarquía hereditaria e invitar al duque Guillermo de Urach. El duque fue sugerido por Matthias Erzberger, quien había trabajado con lituanos en Suiza. Su candidatura había sido discutida por lo menos desde marzo de 1918. El duque Guillermo parecía ser el perfecto candidato ya que era católico, no estaba en la línea de sucesión del reino de Wurtemberg debido al matrimonio morganático de su abuelo, no estaba estrechamente relacionado con la Casa de Hohenzollern, y no tenía lazos con Polonia. Debido a obstáculos puestos por los militares alemanes, la delegación lituana que debía encontrarse con el duque Guillermo en Freiburg im Breisgau fue retrasada hasta el 1 de julio. El duque Guillermo y su hijo mayor (como heredero) aceptaron la oferta sin condiciones. El 11 de julio, el Consejo de Lituania votó (13 a favor, 5 en contra, y 2 abstenciones) establecer oficialmente la monarquía. El 12 de agosto, el Consejo envió una invitación formal al duque Guillermo a convertirse en el rey Mindaugas II de Lituania.

### Condiciones
El duque Guillermo fue presentado con una propuesta de doce puntos que se parecía al medieval pacta conventa. El monarca tenía el poder ejecutivo para elegir ministros, promulgar leyes, e impulsar la legislación en el parlamento. Los ministros debían ser elegidos entre lituanos y debían informar en último término al parlamento. El rey debía acatar la Constitución, proteger la independencia e integridad territorial de Lituania, y preservar la tolerancia religiosa. Sin la aprobación parlamentaria no podía convertirse en gobernante de otro estado. El idioma lituano debía ser utilizado como lengua oficial del Estado y de la corte, con una provisión especial para limitar y en último término excluir a todo extranjero de la corte real. El monarca y su familia estaban obligados a residir en Lituania, sin pasar más de 2 meses al año en el extranjero. Sus hijos debían ser educados y crecer en Lituania. En esencia, los lituanos imponían "etnicidad electiva". Hubo informes sobre que el duque Guillermo empezó a aprender la lengua lituana y a leer sobre historia lituana y sus costumbres; sin embargo, nunca llegó a visitar Lituania.
Algunos autores llamaron a estas condiciones una constitución, pero esto no es preciso. El estudioso de leyes lituano Michał Pius Römer lo llamó a esto un "embrión de una constitución"; estas condiciones eran un marco muy básico y temporal que se habría desarrollado en una constitución si la monarquía no hubiera sido abolida. Un proyecto de plena constitución se encontró más tarde en archivos alemanes, pero esta nunca fue discutida por el Consejo de Lituania y permaneció solo como un borrador.

### Después de la elección
La propuesta para una monarquía fue controvertida y creó una grieta entre los miembros del ala derecha y el ala izquierda del Consejo de Lituania. La propuesta fue especialmente apoyada por Antanas Smetona, Jurgis Šaulys, y sacerdotes católicos. Cuando la monarquía fue aprobada, cuatro miembros del consejo dimitieron como protesta: Steponas Kairys, Jonas Vileišis, Mykolas Biržiška, Stanisław Narutowicz (Stanislovas Narutavičius). Petras Klimas también votó en contra, pero no dimitió. En el mismo momento el Consejo optó por seis nuevos miembros: Martynas Yčas, Augustinas Voldemaras, Juozas Purickis, Eliziejus Draugelis, Jurgis Alekna y Stasys Šilingas. El debate sobre monarquía constitucional vs. república democrática no era nuevo. Más temprano, en diciembre de 1917, el Consejo votó 15-contra-5 que una monarquía encajaría mejor en Lituania. Los proponentes argumentaron que los lituanos no eran políticamente maduros para una república y que los alemanes estarían más prestos para apoyar una monarquía. Los oponentes mantuvieron que el Consejo no tenía derecho legal para determinar tales materias fundamentales ya que estas habían sido delegadas a la futura Asamblea Constituyente de Lituania por la Conferencia de Vilna.
Los alemanes no aprobaron al nuevo rey. Afirmaron que su reconocimiento de la independencia de Lituania se basaba en el Acta del 11 de diciembre, que proporcionaba una alianza con Alemania y por lo tanto Lituania no tenía derecho a elegir unilateralmente a un nuevo monarca. También protestaron sobre que el Consejo de Lituania había cambiado su nombre a Consejo de Estado de Lituania justo antes de la aprobación de Mindaugas II. El Consejo dejó de utilizar su nuevo nombre en las comunicaciones con los alemanes, pero mantuvo a su nuevo rey. La prensa lituana fue censurada y no le fue permitida publicar cualquier noticia sobre el nuevo rey, mientras que la prensa germana unánimemente criticó la decisión. Cuando Lietuvos aidas, el periódico del Consejo, rechazó imprimir un artículo denunciando al nuevo rey, el periódico fue clausurado por un mes. Las relaciones germano-lituanas se mantuvieron tensas hasta octubre de 1918. La elección además también dañó la reputación del Consejo, ya presentada como un títere de Alemania, entre las potencias del Entente y entre la diáspora lituana. Los lituanos en el Oeste sostenían que Lituania debía situar sus esperanzas de independencia con el Entente y no con Alemania. Esta grieta se fracturó aún más y debilitó las posiciones lituanas.

## República democrática
Como Alemania estaba perdiendo la guerra, los lituanos recibieron más libertad de acción. El 20 de octubre de 1918, el Canciller alemán, el príncipe Maximiliano de Baden repitió el reconocimiento de la independencia de Lituania, prometió convertir la administración militar germana en un gobierno civil, y permitió a los lituanos tomar el control una vez que tuvieron las capacidades suficientes. Después de recibir estas noticias, el Consejo de Lituania convino el 28 de octubre discutir una constitución provisional y la formación del gobierno. Ya que no existían proyectos o borradores de antemano, estas decisiones necesitaban tomarse por el Consejo durante su sesión y este proceso llevó varios días. El cambio de la situación política también dictaba que el Consejo necesitaba rescindir su decisión sobre la elección de Mindaugas II. Lituania, con la esperanza de recibir el reconocimiento del Entente, no podía tener como enemigo del Entente a su rey. El duque Guillermo indicó que deseaba abandonar el trono. Por consiguiente, el 2 de noviembre, el Consejo suspendió su invitación al duque Guillermo dejando la decisión final a la futura Asamblea Constituyente de Lituania. Más tarde el mismo día, el Consejo adoptó la primera constitución provisional, que no se declaraba entre monarquía y república. La constitución simplemente organizaba el gobierno en bases provisionales hasta que la Asamblea Constituyente tomara la última decisión. Constituciones posteriores no reconsideraron una monarquía.

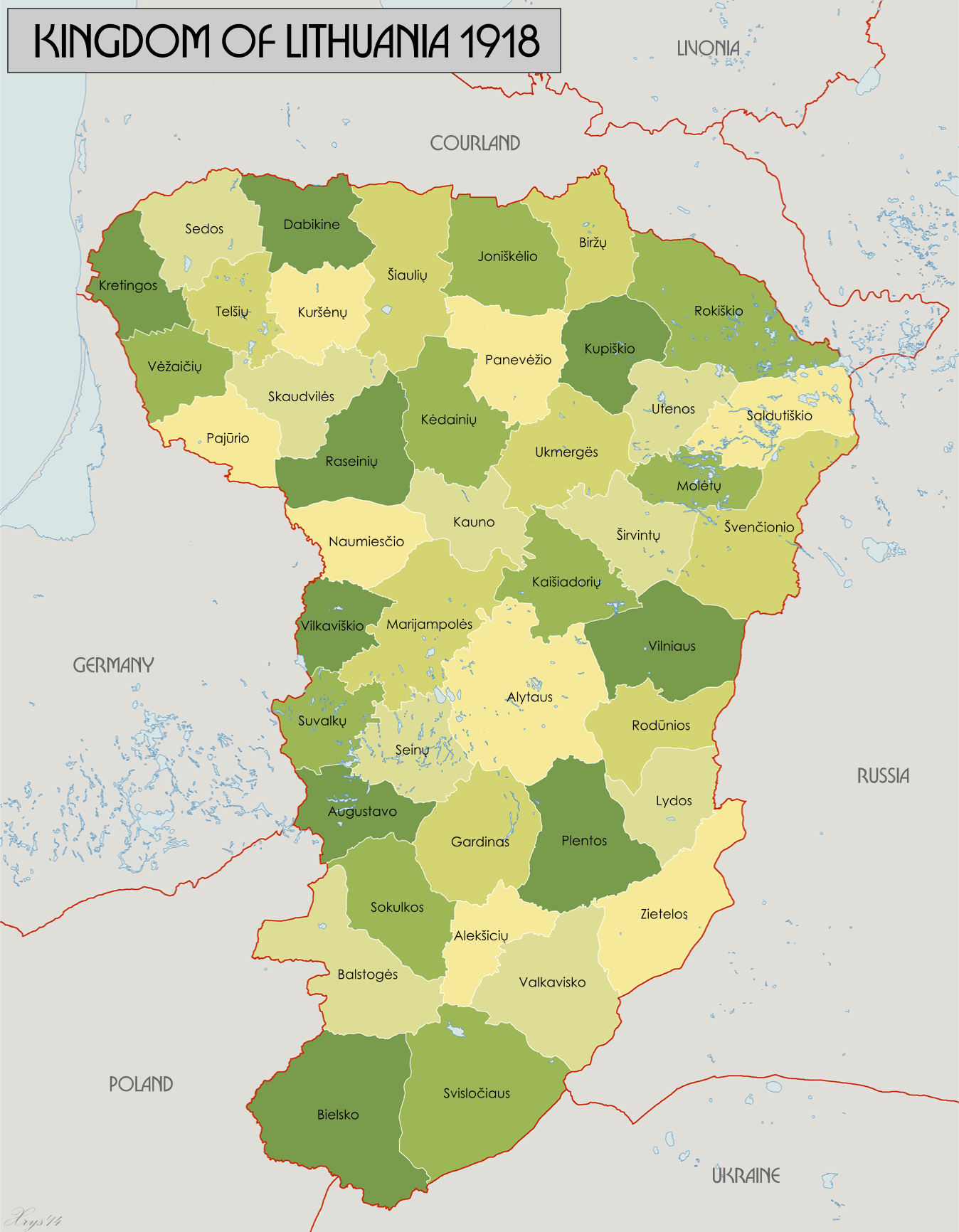
Mapa administrativo del Reino de Lituania (1918)

## Divisiones administrativas
Como el país estaba ocupado por Alemania, nunca hubo una transición a una administración civil. Los condados (apsikritys) existentes de los anteriores distritos correspondientes a Lituania Septentrional y Lituania Meridional del Ober Ost (zona de ocupación Este) serían de facto las unidades administrativas.